# Le tre Grazie (Thorvaldsen)
Le tre Grazie, o Le Grazie con Cupido, è un gruppo scultoreo in marmo realizzato dallo scultore Alberto Thorvaldsen (1770-1844) in diverse esecuzioni. L'esemplare scolpito nel 1820-1823 è esposto al Museo Thorvaldsen di Copenaghen in Danimarca. Il soggetto mitologico delle Grazie ricorre nella produzione scultorea di Thorvaldsen nell’arco di tutta la vita; a cominciare dalla prima realizzazione del 1804, lo scultore ritorna sul tema nel 1817, nel 1819, nel 1821 e, ormai in età avanzata, con il gesso conservato all’Accademia di San Luca di Roma, nel 1842. Nei successivi riaccostamenti al tema delle Grazie, già affrontato dal Canova nel 1812-1816, Thorvaldsen opera diverse modifiche all'opera iniziale: nella realizzazione del gesso del 1817 appare l'elemento di Cupido con la lira confermato nel marmo del 1820-1823 e conservato a Copenaghen; nel gesso del 1842 si aggiunge una freccia tenuta da una delle Grazie e la cui punta viene saggiata da una compagna e viene modificata la distanza fra i personaggi e l'inclinazione delle teste, forse a rispettare i canoni che il critico d'arte tedesco Anton Raphael Mengs aveva teorizzato per i gruppi scultorei, per i quali è necessaria la forma piramidale. Le varianti apportate a questo gesso venivano spiegate dal Thorvaldsen stesso con le seguenti parole:
L'opera, nonostante la grande fama di Thorvaldsen presso i suoi contemporanei, non raccolse unanimi lodi dalla critica; nel 1874, a trent'anni dalla morte dello scultore, scriveva il critico d'arte francese Eugenio Plon nel suo saggio su Thorvaldsen:
Quell’ ordinamento non ha permesso all’artista d’incantare gli sguardi col mostrare simultaneamente il corpo femminino sotto tutti gli aspetti suoi..»
Il gruppo esposto a Copenaghen, a dimensione naturale, è composto da tre figure simboleggianti le Grazie rappresentate da tre giovani donne nude ritte all'impiedi: la figura centrale, in posizione frontale, è affiancata dalle altre due che abbraccia morbidamente all'altezza della vita; la figura di destra ha il viso rivolto verso la prima e le tiene il mento delicatamente sollevato con il dito indice della mano sinistra. Le tre figure sono caratterizzate da una complessa acconciatura a trecce e chignon; la figura centrale ha la fronte cinta da un sottile nastro. La veste della figura di destra è appoggiata con ampi drappeggi su un cippo ai suoi piedi. Seduto a terra fra la figura centrale e quella di sinistra si trova Amore o Cupido, che regge una lira rappresentato in figura di puttino nudo con i lunghi capelli a boccoli che ricadono sulle spalle.